# 比莉·穆尔
比莉·穆尔（英語：Billie Moore，1943年5月5日—2022年12月14日），美国篮球运动员。她曾带领美国女子国家队参加1976年夏季奥林匹克运动会女子篮球比赛，结果队伍获得一枚银牌。